# 赫斯 (姓氏)
赫斯（Hess或Heß）是西方姓氏，其最早记录见于1394年，形式为Hessi，表明该形式来源于Hesse部落。其他的变体包括Hasso（860年）、Hesso（1180年）、Hesse（1401年）。该姓氏在德国西南部最为常见，同时也是常见的犹太姓氏。

## 人物列表
- 瓦尔特·鲁道夫·赫斯（1881年－1973年），1949年諾貝爾生理學或醫學獎得主。
- 维克托·赫斯（1883年－1964年），1936年諾貝爾物理獎得主。
- 鲁道夫·赫斯（1894年－1987年），納粹黨希特勒的副手。
- 哈里·哈蒙德·赫斯（1906年－1969年），美国地质学家。